# Thành phi (Khang Hy)
Thành phi Đới Giai thị (chữ Hán: 成妃戴佳氏; ? - 1740), là một phi tần của Thanh Thánh Tổ Khang Hi Đế.

## Tiểu sử
Thành phi Đới Giai thị, cũng gọi [Đạt Giáp thị; 達甲氏], không rõ ngày tháng năm sinh, xuất thân Mãn Châu Tương Hoàng kỳ, cùng tộc với Hãn Quý phi Đới Giai thị của Thanh Cao Tông Càn Long Đế. Thủy tổ Đoái Tề (兌齊), thế cư ở một địa phương tên Hàng Giai (杭佳), là cùng tộc với Mục Khắc Đàm Ba Đồ Lỗ (穆克譚巴圖魯). Gia tộc này nhiều người làm quan, như Sắc Hách (色赫) làm Kỵ đô úy, có công đánh bại Hồng Thừa Trù, người bác Khắc Tốn (克遜) tòng chinh Chiết Giang, Phúc Kiến mà có nhiều lần lập chiến công. Thân phụ Trác Kỳ (卓奇), khi ấy làm Tư khố.
Thời gian Đới Giai thị vào cung không rõ. Năm Khang Hi thứ 19 (1680), ngày 25 tháng 7 (âm lịch), Đới Giai thị sinh hạ Hoàng thất tử Dận Hựu. Lúc ấy hậu cung nhà Thanh chưa hoàn chỉnh chế độ, dù đã có phân định các hạng ngạch để cung cấp đãi ngộ, nhưng hậu cung chủ vị phần lớn vẫn không có phong hiệu hay danh vị chính thức, đều được gọi chung là Thứ phi.

## Phong vị Phi
Năm Khang Hi thứ 57 (1718), tháng 4, Khang Hi Đế nói bộ Lễ, muốn sắc phong 6 vị trong hậu cung, tuổi 40 tuổi đến 60 tuổi, sinh dục Hoàng tự. Thời Khang Hi, cung nhân trong hậu cung rất nhiều, dù là tần phi, song vẫn không định được phong hiệu chính thức. Thứ phi Đới Giai thị cũng được liệt vào hàng tấn phong. Cùng năm tháng 12, Đới Giai thị cùng Hòa tần Qua Nhĩ Giai thị, Thứ phi Bác Nhĩ Tế Cẩm thị, Thứ phi Đạt Lưu Ha thị và một số các hậu phi được nhận lễ sách phong. Đới Giai thị được phong là [Thành phi].
Đại học sĩ Tiêu Vĩnh Tảo (萧永藻) cầm Tiết, tuyên đọc sách văn. Sách văn viết:
| “                                 | 朕惟壸仪首重夫柔嘉、女宗著范。内治更资夫祗慎、典册成休。既协度于珩璜。用增辉于褕翟。咨尔达甲氏。恪勤奉职。温惠宅衷。慎简宫闱。久更□山戊不□序。夙兴夜寐、怀报履之小心。守约思冲、备持盈之懿德。兹以册印、封尔为成妃。尔其弥崇谦抑、荷福履之永绥。式佩纶言、合邦家而衍庆。 . Trẫm duy khổn nghi thủ trọng phu nhu gia, nữ tông trứ phạm. Nội trị canh tư phu chi thận, điển sách thành hưu. Kí hiệp độ vu hành hoàng. Dụng tăng huy vu du địch. Tư nhĩ Đạt Giáp thị, khác cần phụng chức. Ôn huệ trạch trung. Thận giản cung vi. Cửu canh [?] sơn mậu bất [?] tự. Túc hưng dạ mị, hoài báo lí chi tiểu tâm. Thủ ước tư trùng, bị trì doanh chi ý đức. Tư dĩ sách ấn, phong nhĩ vi Thành phi. Nhĩ kỳ di sùng khiêm ức, hà phúc lí chi vĩnh tuy. Thức bội luân ngôn, hợp bang gia nhi diễn khánh. | ” |
| — Sách văn Thành phi Đới Giai thị | |   |

Năm đầu triều Ung Chính, Thành phi được ân điển dọn đến Thuần vương phủ, ở cùng con trai Dận Hựu. Nhưng đến năm thứ 8 (1730), Dận Hựu qua đời, Thành phi lại phải dọn trở về Ninh Thọ cung. Năm Càn Long thứ 5 (1740), tháng 6, Thánh Tổ Thành phi qua đời, không rõ bao nhiêu tuổi. Năm thứ 6 (1741), tháng 3, kim quan của bà được an táng trong Phi viên tẩm thuộc Thanh Cảnh lăng.

## Hậu cung bài tự
Căn cứ 《Khâm định đại thanh hội điển tắc lệ》cuốn 42, hậu phi bài vị trình tự ghi lại:
- Ôn Hi Quý phi
- Tuệ phi, Huệ phi, Nghi phi, Vinh phi, Bình phi, Lương phi, Tuyên phi, Thành phi, Thuận Ý Mật phi, Thuần Dụ Cần phi, Định phi.